# Angoulins
Angoulins là một xã trong tỉnh Charente-Maritime tổng Aytré trong vùng Nouvelle-Aquitaine, tây nam nước Pháp. Xã Angoulins nằm ở khu vực có độ cao trung bình 4 mét trên mực nước biển.

## Liên kết ngoài

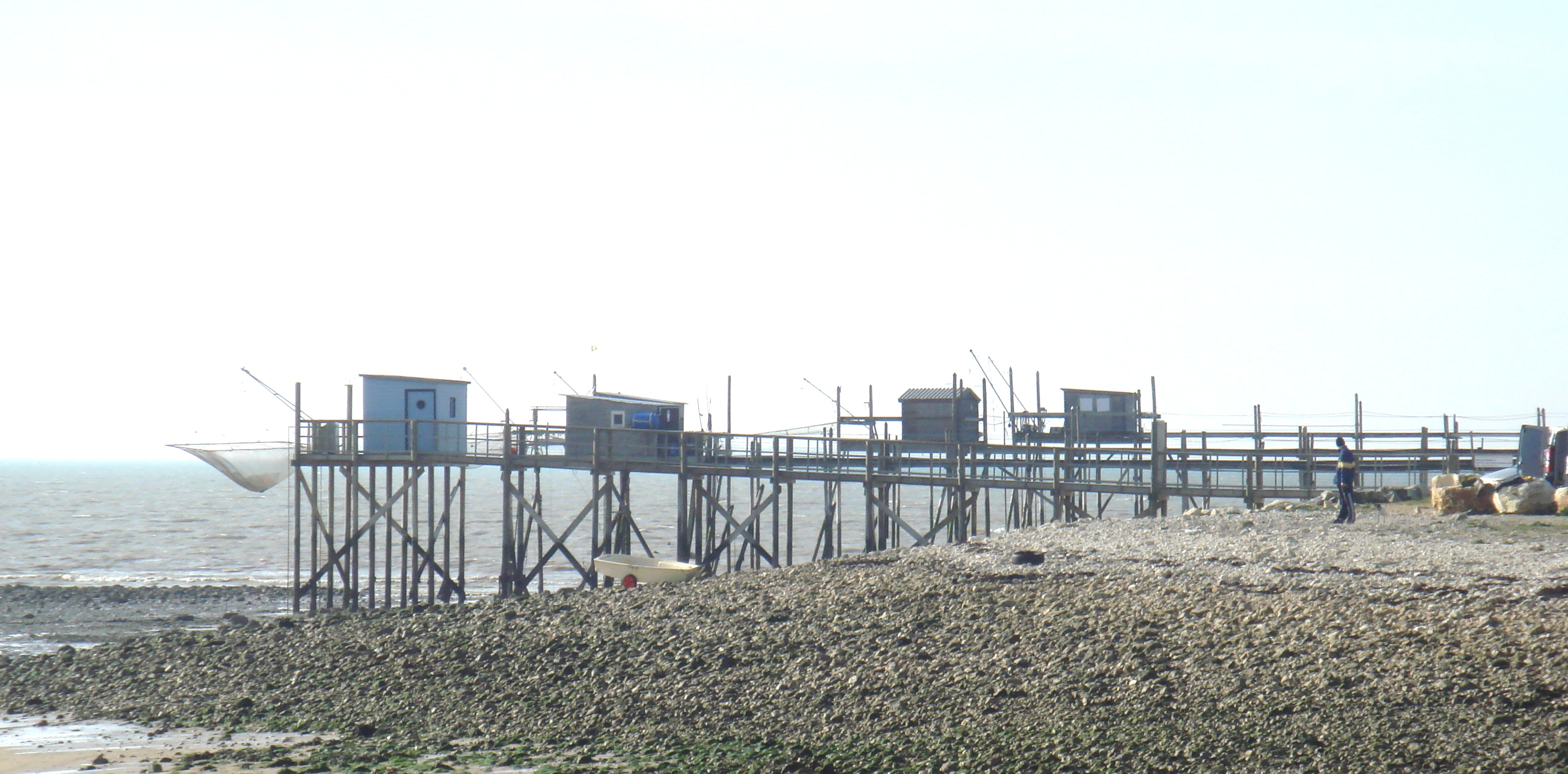
Fishing houses

## Dân số
| Năm  | Dân số | Mật độ  |
| ---- | ------ | ------- |
| 1962 | 1,917  | -       |
| 1968 | 2,126  | -       |
| 1975 | 2,149  | -       |
| 1982 | 2,441  | -       |
| 1990 | 2,908  | -       |
| 1999 | 3,501  | 445/km² |